# 9468 Brewer
9468 Brewer eller 1998 LT2 är en asteroid i huvudbältet som upptäcktes den 1 juni 1998 av den belgiske astronomen Eric W. Elst vid La Silla-observatoriet. Den är uppkallad efter astronomen James Brewer.
Asteroiden har en diameter på ungefär 6 kilometer.